# Богодух, Игорь Александрович
И́горь Алекса́ндрович Богоду́х (4 марта 1938, Ростов-на-Дону — 18 марта 2020, там же) — советский и российский актёр театра и кино. Народный артист РСФСР (1992).

## Биография
Игорь Богодух родился 4 марта 1938 года в Ростове-на-Дону.
После общеобразовательной школы поступил в РГПУ на отделение физического воспитания. Окончив обучение, Игорь в течение недолгого времени работал по специальности. Затем неожиданно для многих решил связать себя с актёрской профессией и поступил в РУИ. Учёба прерывалась службой в армии. В 1964 году Игорь окончил обучение и был принят на работу в Ростовский театр драмы имени М. Горького, где прослужил до 2009 года, за эти годы создав целую галерею острохарактерных образов.
В 1985 году дебютировал в кино. Это был фильм «Миллион в брачной корзине» по мотивам пьесы Скарначчи и Тарабузи «Моя профессия — синьор из общества» режиссёра В. Шиловского. Материал произведения Богодуху уже был знаком, ведь он с успехом играл на сцене Ростовского театра одну из главных ролей в спектакле — Антонио (именно эта роль досталась и в фильме, куда лично пригласил его Шиловский). Также наиболее известные фильмы с участием И. Богодуха: «Узник замка Иф», «Морской волк», «Блуждающие звёзды», «Каталажка», «Привал странников», «Дневник убийцы».
Умер 18 марта 2020 года в Ростове-на-Дону. Похоронен на Северном кладбище.

## Творчество

### Театр
Ростовский академический театр драмы имени Максима Горького 

избранное
- «Моя профессия — синьор из общества» Д. Скарначчи, Р. Тарабузи — Антонио
- «Последний срок» В. Распутина — Михаил
- «Кин IV» Г. Горина — Соломон
- «Ревизор» Н. Гоголя — Городничий
- «Я пришёл дать вам волю» В. Шукшина — Степан Разин
- «Король Лир, или всемирный театр дураков» У. Шекспира — Лир, король Британии
- «Васса Железнова» М. Горького — Сергей Петрович Железнов, муж Вассы
- «На всякого мудреца довольно простоты» А. Островского — Нил Федосеич Мамаев
- «Белая гвардия» М. Булгакова — Павел Петрович Скоропадский, гетман всея Украины
- «Квартет» Р. Харвуда — Уилф Бонд

### Фильмография
1. 1985 — Миллион в брачной корзине — Антонио
2. 1986 — Была не была — Степан
3. 1986 — Звездочёт — Людвиг фон Шверин
4. 1987 — В Крыму не всегда лето — Вениамин Борисович Арш
5. 1987 — Избранник судьбы
6. 1988 — Узник замка Иф — Пьер Моррель
7. 1989 — Искусство жить в Одессе — Сендер Эйхбаум
8. 1990 — Каталажка — «Калитка», зэк-стукач
9. 1990 — Морской волк — Луис
10. 1991 — Блуждающие звёзды — Нисл Швалб
11. 1991 — Курьер на Восток — майор Барков
12. 1991 — По ком тюрьма плачет… — Роман, администратор гостиницы
13. 1991 — Привал странников — Алик Спиридонов
14. 1992 — Фанданго для мартышки
15. 1992 — Похищение Европы — подполковник Месяц
16. 1992 — Ченч — дядя Петя
17. 1994 — Мсье Робина
18. 2000 — Ростов-папа — генерал Дусов
19. 2002 — Дневник убийцы — Отец Андрей
20. 2003 — Таксистка — дядька
21. 2004 — Рагин — Сытин

## Признание
- 1983 — Заслуженный артист РСФСР
- 1992 — Народный артист РСФСР